# Andrej Makarov
Andrej Olegovitj Makarov (ryska: Андрей Олегович Макаров), född 20 april 1993 i Kazan, är en rysk professionell ishockeymålvakt som tillhör NHL-organisationen Buffalo Sabres och spelar för deras primära samarbetspartner Rochester Americans i American Hockey League (AHL). Han har tidigare spelat på lägre nivåer för Fort Wayne Komets i ECHL, Lewiston Maineiacs i Ligue de hockey junior majeur du Québec (LHJMQ) och Saskatoon Blades i Western Hockey League (WHL).
Andrej Makarov blev aldrig draftad av någon NHL-organisation.

## Statistik
M = Matcher, V = Vinster, F = Förluster, O = Oavgjorda, ÖF = Förluster på övertid eller straffar, MIN = Spelade minuter, IM = Insläppta Mål, N = Hållit nollan, GIM = Genomsnitt insläppta mål per match, R% = Räddningsprocent

### Grundserie
| Källa: Uppdaterad: 2015-04-05 | Källa: Uppdaterad: 2015-04-05 | Källa: Uppdaterad: 2015-04-05 | Källa: Uppdaterad: 2015-04-05 | Källa: Uppdaterad: 2015-04-05 | Källa: Uppdaterad: 2015-04-05 | Källa: Uppdaterad: 2015-04-05 | Källa: Uppdaterad: 2015-04-05 | Källa: Uppdaterad: 2015-04-05 | Källa: Uppdaterad: 2015-04-05 | Källa: Uppdaterad: 2015-04-05 | Källa: Uppdaterad: 2015-04-05 | Källa: Uppdaterad: 2015-04-05 |  |
| Säsong                        | Lag                           | Liga                          | M                             | V                             | F                             | O                             | ÖF                            | MIN                           | IM                            | N                             | GIM                           | R%                            |  |
| ----------------------------- | ----------------------------- | ----------------------------- | ----------------------------- | ----------------------------- | ----------------------------- | ----------------------------- | ----------------------------- | ----------------------------- | ----------------------------- | ----------------------------- | ----------------------------- | ----------------------------- |  |
| 2010–2011                     | Lewiston Maineiacs            | LHJMQ                         | 27                            | 11                            | 12                            | 2                             | —                             | 1390                          | 78                            | 2                             | 3.37                          | .890                          |  |
| 2011–2012                     | Saskatoon Blades              | WHL                           | 54                            | 29                            | 21                            | 2                             | —                             | 3107                          | 156                           | 2                             | 3.01                          | .913                          |  |
| 2012–2013                     | Saskatoon Blades              | WHL                           | 61                            | 37                            | 17                            | 5                             | —                             | 3487                          | 152                           | 7                             | 2.62                          | .919                          |  |
| 2013–2014                     | Fort Wayne Komets             | ECHL                          | 31                            | 15                            | 11                            | 4                             | —                             | 1850                          | 86                            | 0                             | 2.79                          | .906                          |  |
|                               | Rochester Americans           | AHL                           | 10                            | 7                             | 3                             | 0                             | —                             | 601                           | 22                            | 0                             | 2.20                          | .927                          |  |
| 2014–2015                     | Buffalo Sabres                | NHL                           | 1                             | 0                             | 1                             | —                             | 0                             | 60                            | 3                             | 0                             | 3.00                          | .917                          |  |
|                               | Rochester Americans           | AHL                           | 37                            | 15                            | 17                            | 3                             | —                             | 2093                          | 104                           | 3                             | 2.98                          | .902                          |  |
| NHL totalt                    | NHL totalt                    | NHL totalt                    | 1                             | 0                             | 1                             | —                             | 0                             | 60                            | 3                             | 0                             | 3.00                          | .917                          |  |
| AHL totalt                    | AHL totalt                    | AHL totalt                    | 47                            | 22                            | 20                            | 3                             | —                             | 2694                          | 126                           | 3                             | 2.59                          | .914                          |  |
| ECHL totalt                   | ECHL totalt                   | ECHL totalt                   | 31                            | 15                            | 11                            | 4                             | —                             | 1850                          | 86                            | 0                             | 2.79                          | .906                          |  |
| LHJMQ totalt                  | LHJMQ totalt                  | LHJMQ totalt                  | 27                            | 11                            | 12                            | 2                             | —                             | 1390                          | 78                            | 2                             | 3.37                          | .890                          |  |
| WHL totalt                    | WHL totalt                    | WHL totalt                    | 115                           | 66                            | 38                            | 7                             | —                             | 6594                          | 308                           | 9                             | 2.81                          | .916                          |  |

### Slutspel
| Säsong       | Lag                 | Liga         | M | V | F | MIN | IM | N | GIM  | R%   |
| ------------ | ------------------- | ------------ | - | - | - | --- | -- | - | ---- | ---- |
| 2010–2011    | Lewiston Maineaics  | LHJMQ        | 3 | 0 | 1 | 106 | 6  | 0 | 3.40 | .895 |
| 2011–2012    | Saskatoon Blades    | WHL          | 4 | 0 | 4 | 249 | 17 | 0 | 4.10 | .872 |
| 2012–2013    | Saskatoon Blades    | WHL          | 4 | 0 | 4 | 196 | 12 | 0 | 3.66 | .897 |
| 2013–2014    | Rochester Americans | AHL          | 5 | 2 | 3 | 299 | 15 | 0 | 3.01 | .907 |
| AHL totalt   | AHL totalt          | AHL totalt   | 5 | 2 | 3 | 299 | 15 | 0 | 3.01 | .907 |
| LHJMQ totalt | LHJMQ totalt        | LHJMQ totalt | 3 | 0 | 1 | 106 | 6  | 0 | 3.40 | .895 |
| WHL totalt   | WHL totalt          | WHL totalt   | 8 | 0 | 8 | 445 | 29 | 0 | 3.88 | .884 |